# Václav Červenka
Václav Červenka (* 6. Februar 1999 in Boulder, Colorado) ist ein US-amerikanisch-tschechischer Biathlet. Er gab Ende 2021 sein Debüt im Weltcup und nahm an sechs Jugend- und Juniorenweltmeisterschaften teil.

## Sportliche Laufbahn
Václav Červenka betreibt seit seinem 13. Lebensjahr Biathlon, nachdem er schon als Kleinkind mit dem Skifahren begonnen hatte. Seine erste internationale Meisterschaft lief er 2016 bei der Jugend-WM. Kurz darauf repräsentierte er sein Heimatland bei den Olympischen Jugendspielen in Lillehammer. Dort gab es im Verfolgungsrennen seine erste Top-20-Platzierung, mit der Mixed- und Single-Mixed-Staffel ging es sogar unter die besten Sieben. Auch in den Folgejahren nahm Červenka immer am Saisonhöhepunkt der Jugendlichen und Junioren teil, dort blieben seine Leistungen allerdings oft unterdurchschnittlich; bestes Einzelergebnis wurde Rang 16 im Einzelrennen von Osrblie 2017. Seinen Einstand im IBU-Cup gab der US-Amerikaner im Dezember 2018 in Ridnaun. Bereits in seinem dritten Rennen auf Seniorenebene konnte er sich für einen Supersprint qualifizieren und schloss diesen als 29. ab. Weitere Punktgewinne gab es in der Saison nicht. Im Winter 2019/20 absolvierte Červenka zwar nicht viele Wettkämpfe, konnte aber dank fehlerfreiem Schießen im Sprintrennen am Arber erstmals ein Podest im IBU-Junior-Cup erreichen und wurde nur von Niklas Hartweg geschlagen.
2020/21 gehörte er erstmals zur B-Nationalmannschaft und lief damit in der kompletten Saison im IBU-Cup, zudem gab er auch sein Debüt bei den Europameisterschaften. Nachdem die erste Saisonhälfte nicht zufriedenstellend verlaufen war, gelang Červenka im Februar 2021 in Osrblie Rang 22 im Sprint und damit eine persönliche Bestleistung. Zu Beginn des Winters 2021/22 gab der US-Amerikaner in Östersund sein Weltcupdebüt, nach zwei eher schwachen Rennen wurde er aber wieder in die zweite Rennklasse zurückgestuft. Dort wusste er sofort zu überzeugen, in Sjusjøen wurde er im Supersprint mit 25 Sekunden Rückstand auf den Sieger Filip Fjeld Andersen Neunter. Als einer der Ersatzathleten für die A-Mannschaft lief Červenka beim Weltcup von Ruhpolding wieder in der Eliteliga und durfte auch erstmals eine Weltcupstaffel bestreiten. Sein Olympiadebüt verpasste er im Vergleich mit Leif Nordgren nur knapp. Ein weiteres gutes Rennen folgte im Sprint der EM 2022, wo der US-Amerikaner Rang 12 erreichte. In der IBU-Cup-Gesamtwertung ging es auf Rang 55.
Anfang Dezember 2022 erzielte Červenka als 37. des Sprints von Kontiolahti trotz eines Schießfehlers seine ersten Weltcuppunkte, konnte aber ähnliche Leistungen nicht ansatzweise zeigen. Bestes Ergebnis mit der Staffel wurde Rang 11 in Kontiolahti, in einem IBU-Cup-Sprint ging es auf der Pokljuka einmal auf Platz 12. Zwar startete der US-Amerikaner weiterhin im Weltcup, nahm aber nicht an der WM, sondern an den Europameisterschaften in der Lenzerheide teil, wo Ergebnisse außerhalb der besten 70 resultierten. Im Winter 2023/24 lief er ausschließlich im IBU-Cup, wobei er sich vor allem durch Schießfehler gute Ergebnisse verbaute. Bestes Ergebnis des Winters wurde ein 16. Rang im Verfolger von Martell, bei den Europameisterschaften resultierten Platzierungen außerhalb der besten 30. Auch die Saison 2024/25 verlief ähnlich; Platz 15 im Massenstart von Otepää wurde das beste Einzelresultat, zudem bekam Červenka in Oberhof nach längerer Zeit wieder einen Auftritt im Weltcup und schloss das Sprintrennen auf Rang 89 ab.

## Persönliches
Václav Červenka ist der Sohn tschechischer Auswanderer. Er wurde in Colorado geboren, wuchs aber in Grand Rapids, Minnesota auf und besuchte die dortige High School. Červenka besitzt sowohl die US-amerikanische als auch die tschechische Staatsbürgerschaft und trainiert auch in Nové Město na Moravě. Seine Mutter Petra Červenková repräsentierte Tschechien 1992 bei den Olympischen Spielen, sein jüngerer Bruder Matej nahm 30 Jahre später erstmals an Jugendweltmeisterschaften teil. Neben Biathlon betreibt Červenka hobbymäßig Golf.

## Statistiken

### Weltcupplatzierungen
Die Tabelle zeigt alle Platzierungen (je nach Austragungsjahr einschließlich Olympische Spiele und Weltmeisterschaften).
- 1.–3. Platz: Anzahl der Podiumsplatzierungen
- Top 10: Anzahl der Platzierungen unter den ersten zehn (einschließlich Podium)
- Punkteränge: Anzahl der Platzierungen innerhalb der Punkteränge (einschließlich Podium und Top 10)
- Starts: Anzahl gelaufener Rennen in der jeweiligen Disziplin
- Staffel: inklusive Mixed- und Single-Mixed-Staffeln

| Platzierung               | Einzel | Sprint | Verfolgung | Massenstart | Staffel | Gesamt |
| ------------------------- | ------ | ------ | ---------- | ----------- | ------- | ------ |
| 1. Platz                  |        |        |            |             |         |        |
| 2. Platz                  |        |        |            |             |         |        |
| 3. Platz                  |        |        |            |             |         |        |
| Top 10                    |        |        |            |             |         |        |
| Punkteränge               |        | 1      |            |             | 7       | 8      |
| Starts                    | 3      | 9      | 2          |             | 7       | 21     |
| Stand: Saisonende 2024/25 |        |        |            |             |         |        |

### Weltcupwertungen
Ergebnisse bei Weltcups (Disziplinen- und Gesamtweltcup) gemäß Punktesystem.
| Saison  | Einzel | Einzel | Sprint | Sprint | Verfolgung | Verfolgung | Massenstart | Massenstart | Gesamt | Gesamt |
| Saison  | Platz  | Punkte | Platz  | Punkte | Platz      | Punkte     | Platz       | Punkte      | Platz  | Punkte |
| ------- | ------ | ------ | ------ | ------ | ---------- | ---------- | ----------- | ----------- | ------ | ------ |
| 2022/23 | –      | –      | 83.    | 4      | –          | –          | –           | –           | 92.    | 4      |

### Jugend-/Juniorenweltmeisterschaften
Červenka nahm bis 2018 an den Jugend-, ab 2019 an den Juniorenwettkämpfen teil.
| Weltmeisterschaften | Weltmeisterschaften | Einzelwettbewerbe | Einzelwettbewerbe | Einzelwettbewerbe | Herrenstaffel |
| Jahr                | Ort                 | Einzel            | Sprint            | Verfolgung        | Herrenstaffel |
| ------------------- | ------------------- | ----------------- | ----------------- | ----------------- | ------------- |
| 2016                | Cheile Grădiștei    | 67.               | 72.               | –                 | 15.           |
| 2017                | Osrblie             | 16.               | 49.               | 30.               | 18.           |
| 2018                | Otepää              | 27.               | 24.               | 24.               | 9.            |
| 2019                | Osrblie             | 32.               | 63.               | –                 | 19.           |
| 2020                | Lenzerheide         | 72.               | 53.               | 49.               | 14.           |
| 2021                | Obertilliach        | 78.               | 43.               | 27.               | 8.            |